# Santévet
 (juillet 2025).
Si vous disposez d'ouvrages ou d'articles de référence ou si vous connaissez des sites web de qualité traitant du thème abordé ici, merci de compléter l'article en donnant les références utiles à sa vérifiabilité et en les liant à la section « Notes et références ».
Santévet est une entreprise française spécialisée dans l’assurance santé animale. Fondée en 2003 à Lyon, elle propose des contrats d’assurance destinés aux propriétaires d’animaux de compagnie, tels que les chiens, les chats et les Nouveaux animaux de compagnie (NAC).

## Historique
L’entreprise est fondée en 2003 à Lyon par Jérôme Salord. Initialement implantée sur le marché français, elle élargit progressivement son activité à d'autres marchés européens.
- 2015 : le groupe s’établit en Belgique, avec sa marque Santévet[1]
- 2017 : l’entreprise propose son offre d’assurance Santévet en Espagne[1]
- 2019 : le groupe acquiert Bulle Bleue, une autre société française active dans le secteur de l’assurance santé animale[2].
- 2020 : la marque Santévet est lancée en Allemagne[3]
- 2022 : Santévet Group annonce l’acquisition du groupe Digivet, fournisseur de solutions numériques à destination des professionnels vétérinaires, renforçant ainsi ses services dans l’écosystème de la santé animale[4].
- 2023 : le groupe propose son produit d’assurance Santévet en Italie[5]. La marque Santévet en France a été élue “Marque Préférée des Français”[6]. Création du Pet Tech Observatory[7].
- 2025: le groupe Santévet annonce une prise de participation majoritaire dans le britannique Tedaisy[4],[8]

## Activités
Santévet conçoit et distribue des assurances santé pour animaux de compagnie. Les contrats proposés couvrent partiellement ou totalement les frais vétérinaires en cas de maladie ou d'accident.
Les produits sont distribués en ligne, par téléphone, ou via des partenariats avec des professionnels de santé animale et des réseaux de distribution.

## Organisation
Le siège social de Santévet est situé à Lyon, en France. L’entreprise exerce son activité à travers plusieurs filiales en Europe (France, Belgique, Espace, Allemagne, Italie). Elle opère sous la marque Santévet à l'international et continue d’exploiter les marques Bulle Bleue et Jim & Joe sur le marché français.

## Mécénat et engagements
L’entreprise s’engage dans des actions de mécénat en lien avec la protection et le bien-être animal. En France, elle soutient notamment l’association YouCare et contribue à des initiatives de lutte contre la Maltraitance animale, tel que le dispositif S.O.S. Maltraitance Animale, dont Santévet fait partie des partenaires financiers et opérationnels depuis 2023.
En 2023, Santévet a également créé son observatoire Pet Tech, qui a vocation à “centraliser et valoriser toutes les informations de son secteur d’activité,,.

## Liens Externes
- https://www.santevet.com/
- https://www.bullebleue.fr/
- https://www.jim-joe.fr/
- https://digivet.fr/